# 4513 Louvre

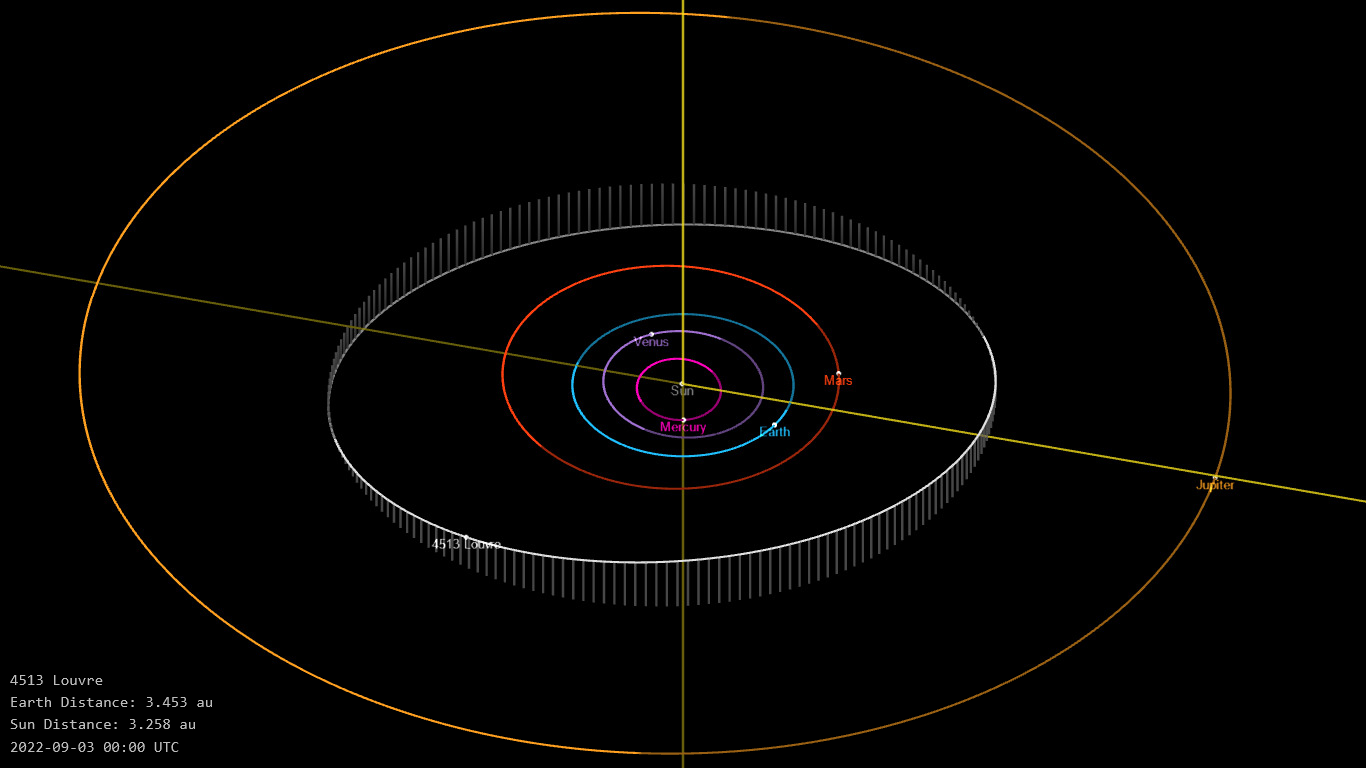

4513 Louvre è un asteroide della fascia principale. Scoperto nel 1971, presenta un'orbita caratterizzata da un semiasse maggiore pari a 3,0278550 UA e da un'eccentricità di 0,0750636, inclinata di 9,92710° rispetto all'eclittica.